# Віденський центр архітектури

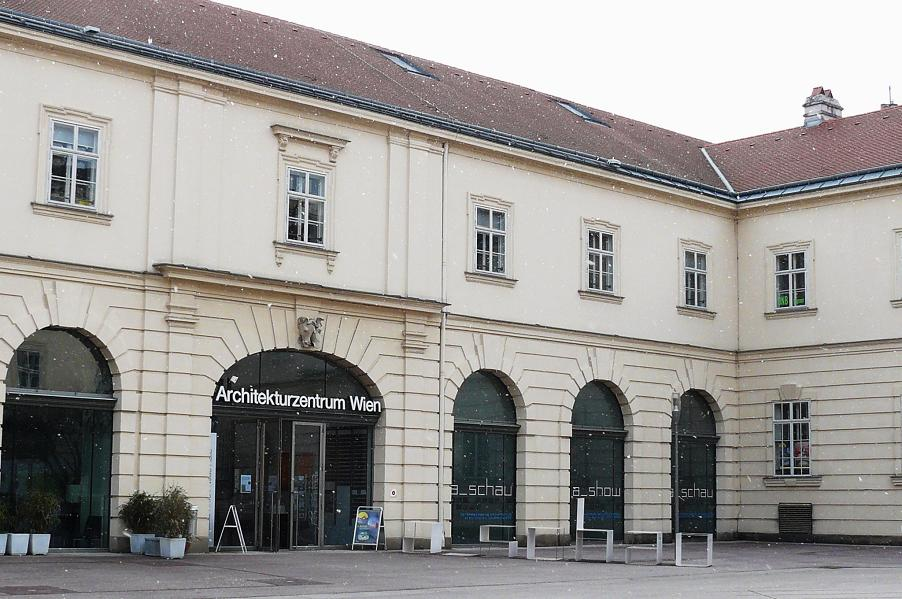
Вхід до музею

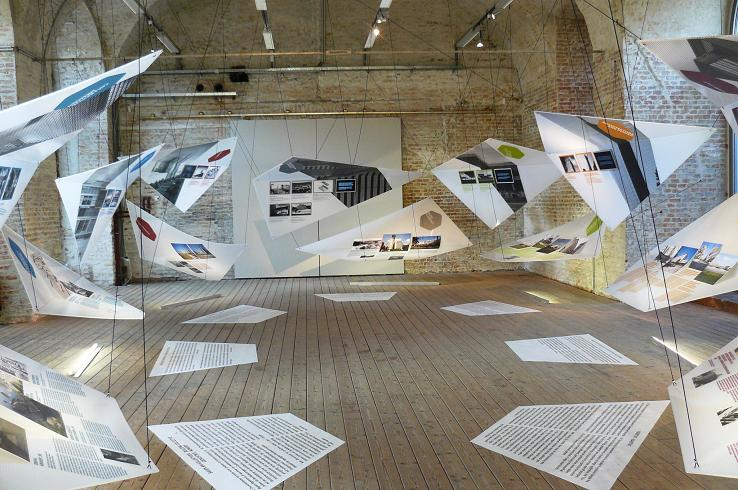
Частина виставки

Віденський центр архітектури — Віденський музей у кварталі Квадрат. Призначений для проведення виставок, мистецьких заходів, досліджень архітектури та пов'язаних із ними сфер, зокрема містобудівне проєктування ХХ та ХХІ століть. Національний музей архітектури Австрії.

## Діяльність
Постійна виставка «Австрійська архітектура у ХХ та ХХІ століттях» («Österreichische Architektur im 20. und 21. Jahrhundert») відображає історію австрійської архітектури із 1850 року і донині. Змінювані виставки представляють сучасну архітектуру, пропонуючи нові перспективи історії архітектури та майбутніх розробок.
Завдяки проведенню низки заходів, архітектура подається як «культурна дисципліна, повсякденне явище та складний процес». У центрі проводяться професійні презентації, семінари, екскурсії, дитячі майстерні та щорічний Віденський конгрес архітектури. Кафе та ресторан музею, що має назву «MILO», також добре відомий своїм дизайном інтер'єрів.
Документально-дослідницький відділ працює у спеціалізованій бібліотеці із 27 000 архітектурними назвами, а також у мережі архітектурних баз даних (Architektur Archiv Austria та online-Architektenlexikon), що містить архіви та колекції, які стосуються архітектури ХХ та ХХІ століть.

## Історія
Центр був заснований у 1993 році як некомерційна організація, яка виникла завдяки співпраці між національним урядом Австрії та міста Відень, спільно керується Федеральним Міністерством освіти, мистецтва та культури, Віденськими відомствами культури та міського розвитку.
Після того, як організація провела вісім років на тимчасових виставкових майданчиках у музейному кварталі Квадрат, Віденський центр архітектури переїхав на своє теперішнє місце у 2001 році. У його розпорядженні близько 1000 м2 виставкової площі. Центром організовано понад 150 виставок, 300 заходів та 600 архітектурних екскурсій за перші 15 років.